# Société St. Andrew’s de Montréal

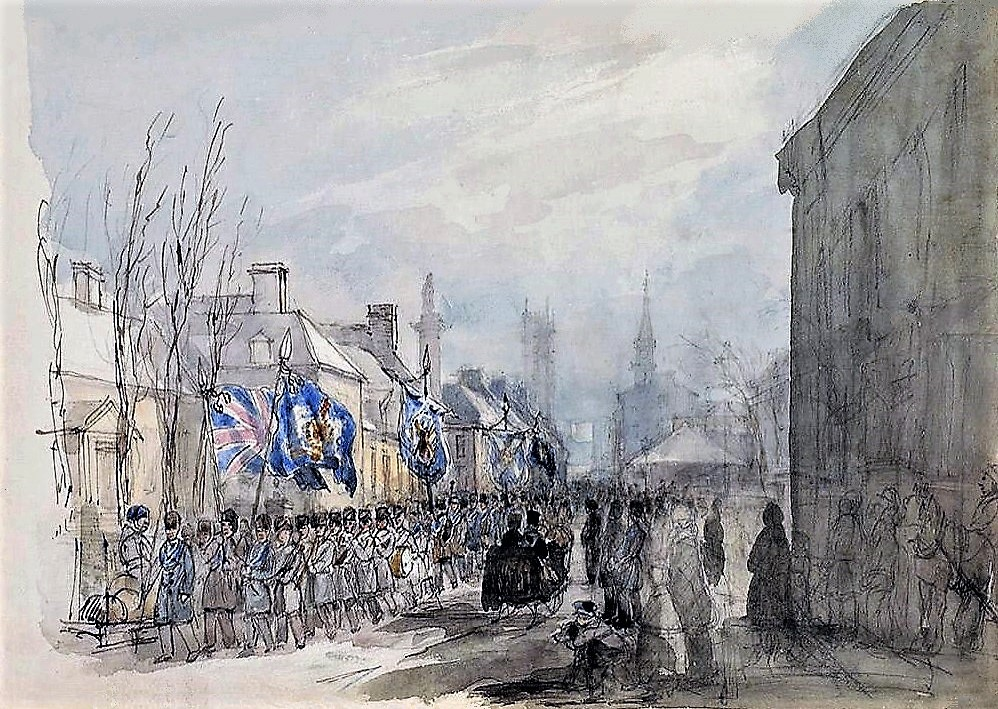
Défilé de la société sur la rue Notre-Dame, fête de la Saint-André, le 30 novembre, entre 1831 et 1859.

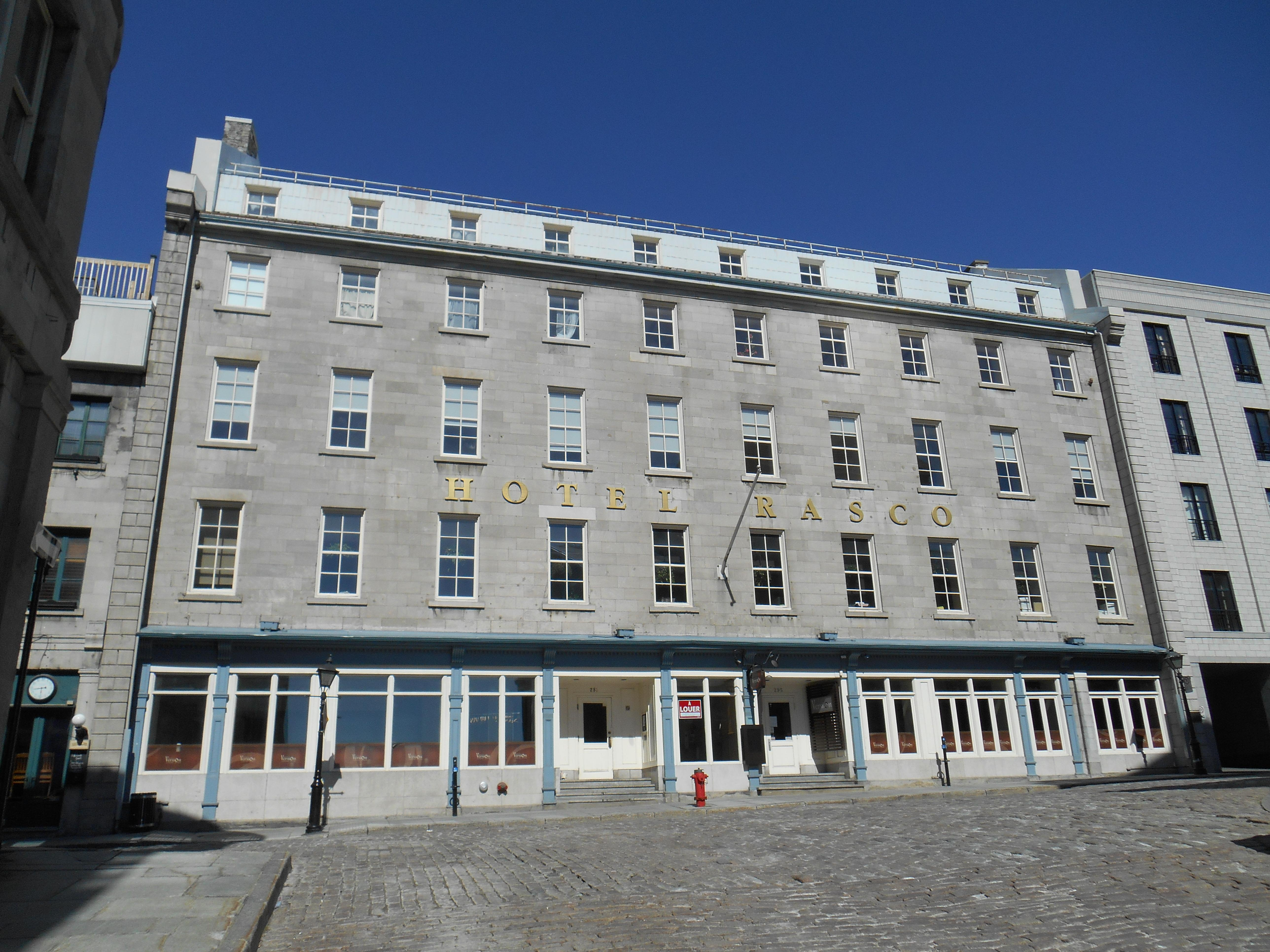
L'hôtel Rasco, rue Saint-Paul, où une plaque (à droite) commémore la fondation.

La Société St. Andrew’s de Montréal (anglais: St. Andrew's Society of Montreal) est une organisation à but non lucratif basée à Montréal depuis 1835, dédiée à célébrer l'héritage écossais.

## Histoire
La Société a été fondée à l'hôtel Rasco en février 1835, pour venir en aide à leurs compatriotes dans le besoin. C'est dans cet immeuble que se tenaient les réunions de la Société, ainsi que la première célébration de la St-Andrew's, le 30 novembre 1835. 
La Société vise à récolter des fonds destinés à plusieurs groupes et activités faisant la promotion de la culture écossaise ainsi que pour les personnes dans le besoin. Elle fournit également des bourses d'études pour les étudiants d'origine écossaise.
Le premier président de la Société est Peter McGill, second maire de Montréal. En 1849, lors de l'adoption par l'Assemblée législative de la province du Canada de la Loi d'indemnisation pour le Bas-Canada (en) permettant d'indemniser les habitants du Bas-Canada pour les dommages subis à leurs propriétés lors de la rébellion des Patriotes en 1837 et 1838, la Société prend la décision inhabituelle de révoquer l'adhésion du gouverneur général Lord Elgin et ce, même si ce dernier agissait comme parrain de la Société. En 1857, la Société établit la St. Andrew's Home pour servir de refuge aux nouveaux arrivants et aux sans-abris écossais.
Depuis, la Société réalise des bals de charité annuels et participe à titre de commanditaire à plusieurs événements dont WhiskyFête avec le support de la chaire d'études écossaise de l'Université McGill. Depuis 1996,son bureau est situé dans la Maison Louis-Joseph Forget.

## Président(e)s

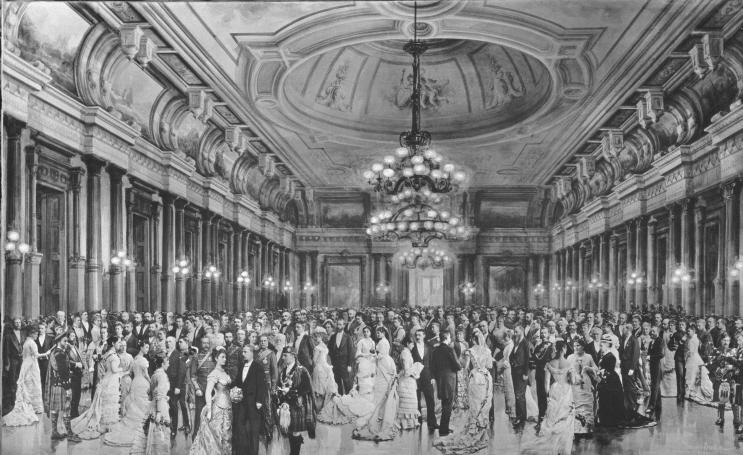
Bal de la Société, hôtel Windsor, 1878.

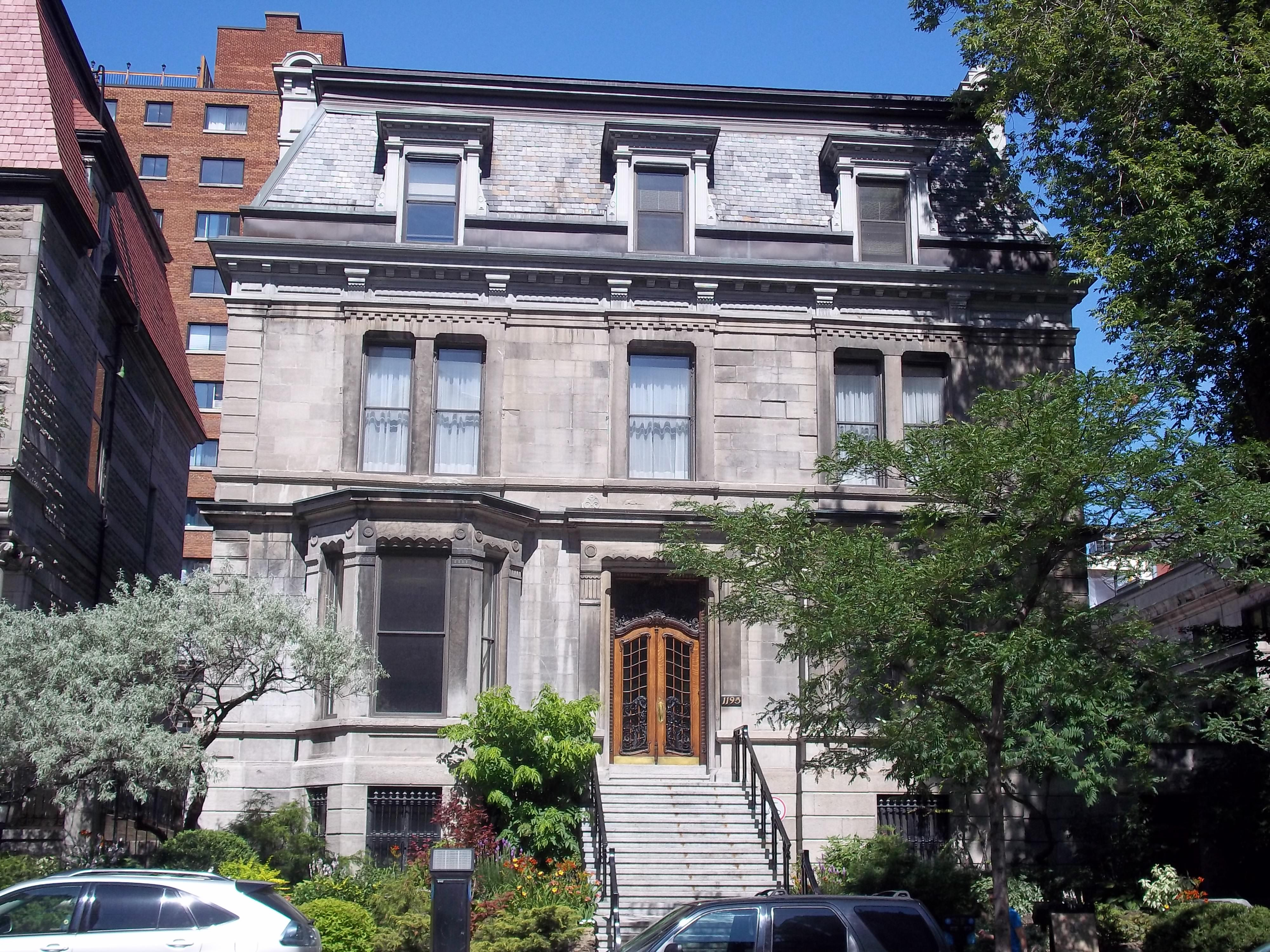
Maison Louis-Joseph-Forget, 1195, rue Sherbrooke ouest, siège actuel de la société.

Liste des président(e)s de la Société :
- Peter McGill  (1835-1842)
- John Boston (1842-1844)
- Peter McGill (1844-1846)
- William Morris (en) (1846-1847)
- James Ferrier (1847-1848)
- Hugh Allan (1848-1850)
- William Edmonstone (1850-1851)
- James Gilmour (1851-1852)
- John Rose (1852-1855)
- William Murray (1855-1857)
- Alexander Morris (1857-1859)
- John Greenshields (1859-1861)
- David Brown (1861-1862)
- James Ferrier (1862-1864)
- John Young (1864-1866)
- John C. Becket (en) (1866-1867)
- William MacFarlane (1867-1868)
- Andrew Robertson (en) (1868-1870)
- A.W. Ogilvie (1870-1871)
- Alexander McGibbon (en) (1871-1873)
- A.T. Galt (1873-1875)
- David MacKay (1875-1876)
- Ewan McLennan (1876-1878)
- A.A. Stevenson (1878-1879)
- John C. Watson (1879-1880)
- James Stewart (1880-1882)
- George Macrae (1882-1883)
- W.W. Ogilvie (1883-1885)
- Hugh McLennan (1885-1886)
- R.B. Angus (1886-1888)
- Donald Smith, 1er Baron Strathcona and Mount Royal (1888-1890)
- Duncan McIntyre (en) (1890-1892)
- Robert Mackay (1892-1894)
- Donald Macmaster (en) (1894-1896)
- Hugh Paton (en) (1896-1899)
- James Stewart (1899-1900)
- Alexander F. Ridell (1900-1903)
- William Peterson (en) (1903-1904)
- William Miller Ramsay (1904-1906)
- ?????? (1906-1907)
- Charles Cassils (1907-1909)
- Robert Gardner (1909-1911)
- Hugh Montagu Allan (1911-1913)
- Farquhar Robertson (1913-1915)
- George R Starke (1915-1917)
- George S Cantlie (1917-1920)
- William Gillies Ross (1920-1922)
- William Hew Clark-Kennedy (1922-1924)
- A.E. Ogilvie (1924-1926)
- W.H.O. Dodds (1926-1928)
- Gavin L. Ogilvie (1928-1930)
- Andrew Fleming (1930-1932)
- William Leggat (1932-1934)
- T.H. McC. Hutchinson (1934-1936)
- Hugh M Wallis (1936-1938)
- John H Bonar (1938-1940)
- Keith O. Hutchinson (1940-1945)
- A.D. Campbell (1945-1947)
- Kenneth W Dalglish (1947-1949)
- W.W. Ogilvie (1949-1951)
- Gordon S. Small (1951-1953)
- James W. Knox (1953-1955)
- S. Boyd Millen (1955-1956)
- W.C. Leggat (1956-1958)
- Alex Archibald (1958-1960)
- J. Alisdair Fraser (1960-1962)
- James F Macfarlane (1962-1964)
- NCD Mactaggart (1964-1966)
- J. Ralph Harper (1966-1968)
- Duncan C. Campbell (1968-1969)
- Alex Hutchinson (1969-1971)
- K.C. Mackay (1971-1973)
- George D. Campbell (1973-1975)
- David M. Stewart (1975-1977)
- John I.B. Macfarlane (1977-1979)
- Reford MacDougall (1979-1981)
- George Gould (1981-1983)
- Eileen Clark (1983-1985)
- J. Stuart Spalding (1985-1987)
- Clement J. Leslie (1987-1989)
- TR Anthony Malcolm (1989-1992)
- Keith W. MacLellan (1992-1994)
- Malcolm E McLeod (1994-1996)
- Daniel F. O'Connor (1996-1998)
- Martin H. Barnes (1998-2001)
- Moira R. Barclay-Fernie (2001-2003)
- A. Ian Aitken (2003-2005)
- M. Bruce McNiven (2005-2007)
- Kenneth C. Bentley (2007-2009)
- Peter McAuslan (2009-2011)
- Bruce D. Bolton (2011-2013)
- G. Scot Diamond (2013-2015)
- Brian MacKenzie (2015-2017)
- Jason MacCallum (2017-2019)
- Marilyn J. Meikle (2019-